# Kostel svatého Kryštofa (Kryštofovo Údolí)
Kostel svatého Kryštofa v Kryštofově Údolí je římskokatolický farní kostel postavený jako roubená stavba v raně barokním slohu v letech 1683–1686. Společně s přilehlou farou a márničkou tvoří uzavřený celek uprostřed církevního areálu v prostředí starého hřbitova. Je citlivě zasazen do krajiny na východní stráni nad nedalekým centrem obce Kryštofovo Údolí v Libereckém kraji. Kostel od doby svého vzniku neprodělal větší architektonické úpravy a zůstal zachovaný tak, jak jej stavitelé zamýšleli. Od roku 1966 je kostel spolu s farou chráněn jako kulturní památka.

## Historie

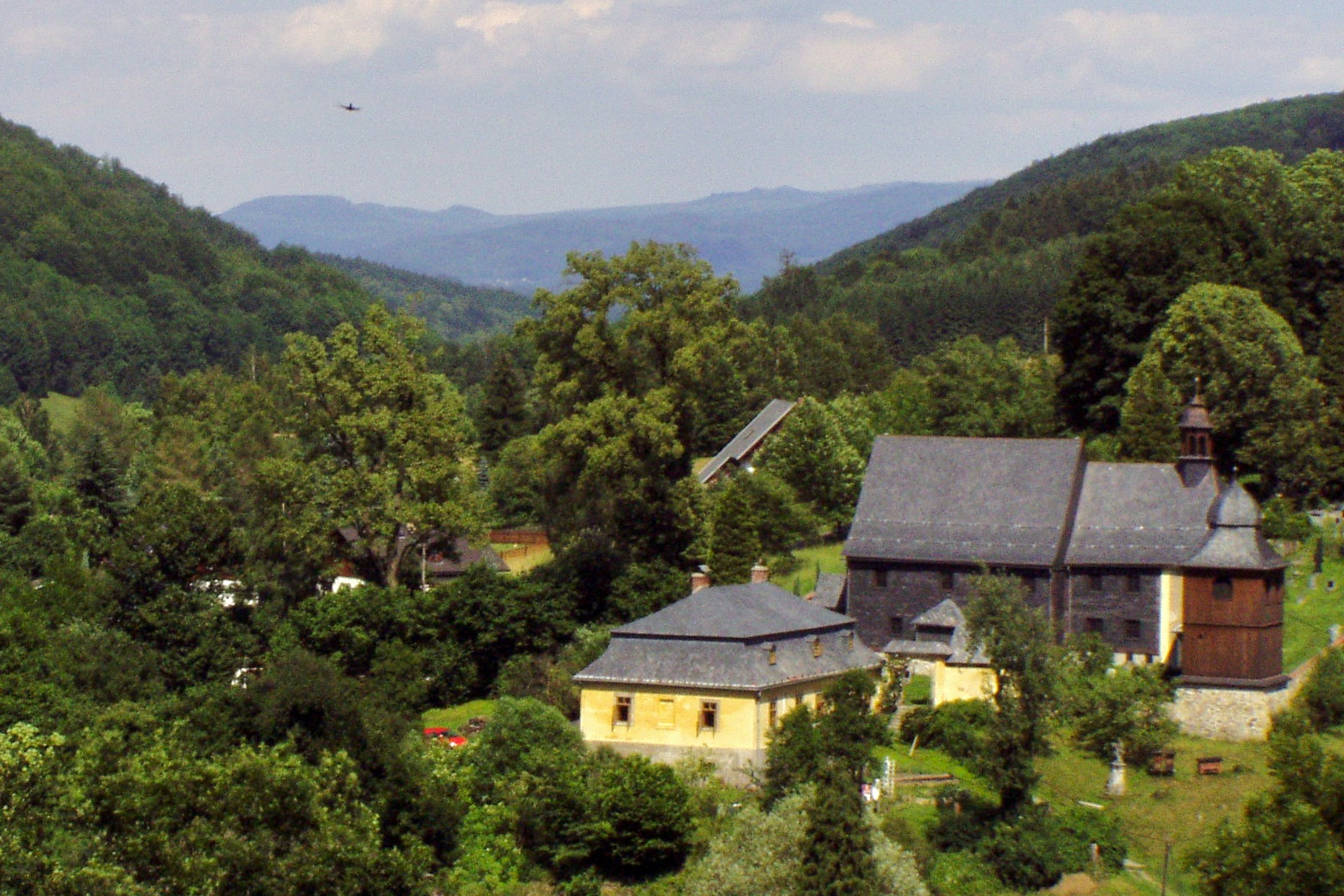
Areál kostela sv. Kryštofa: posazení v krajině

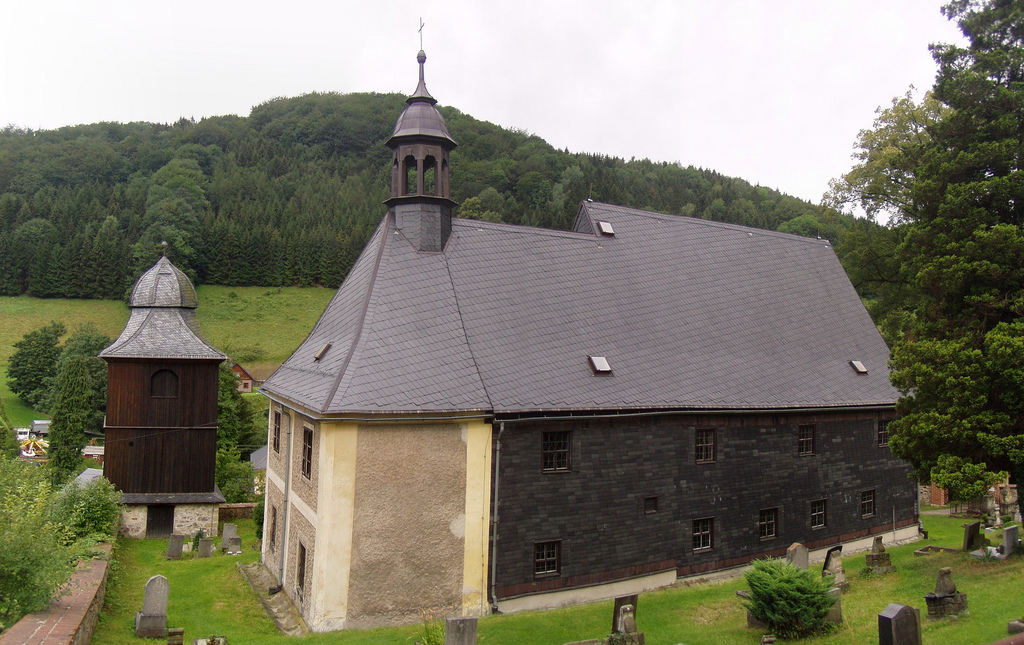
Loď kostela v Kryštofově Údolí a zvonice

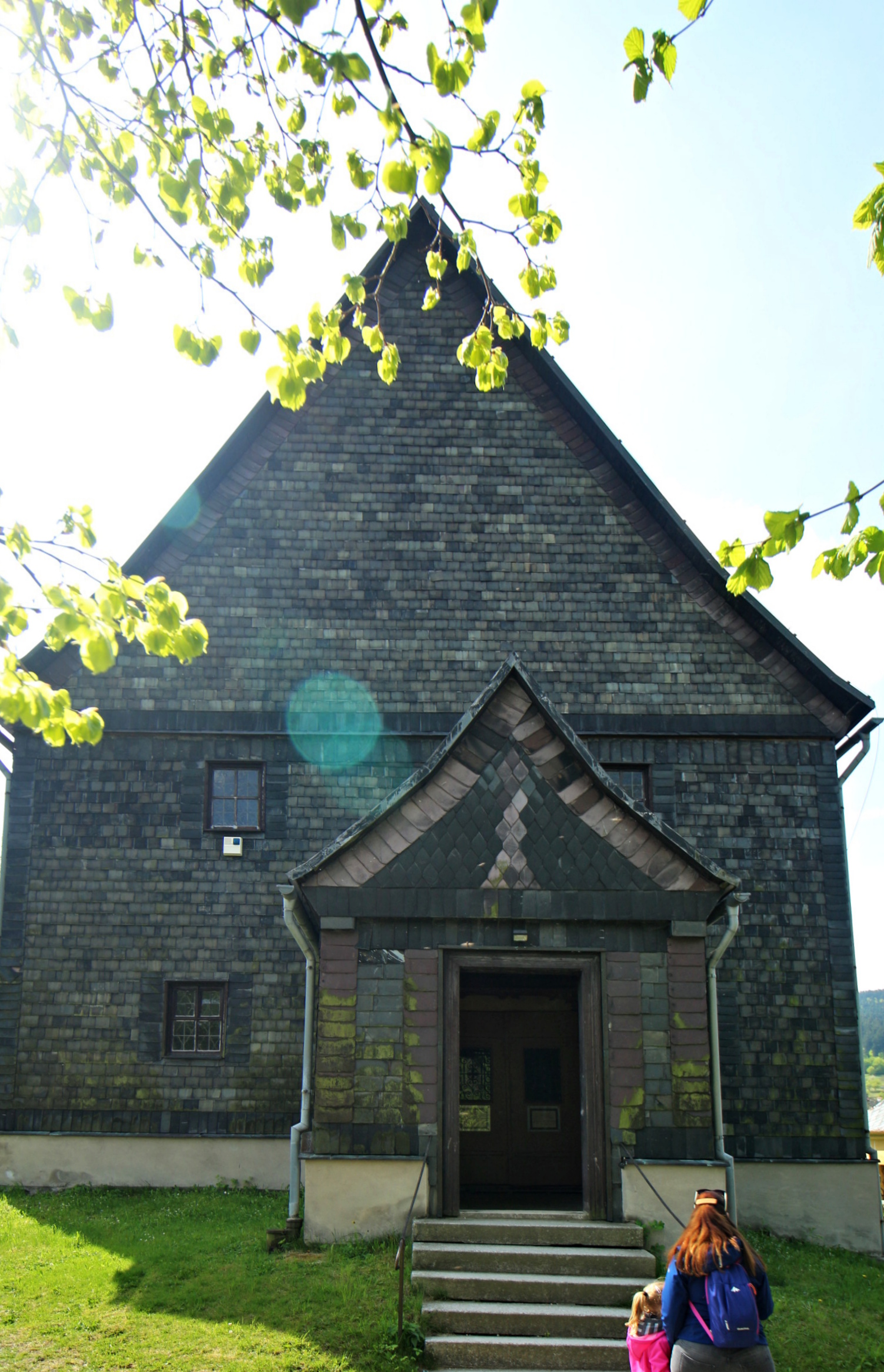
Vstup do kostela v Kryštofově Údolí

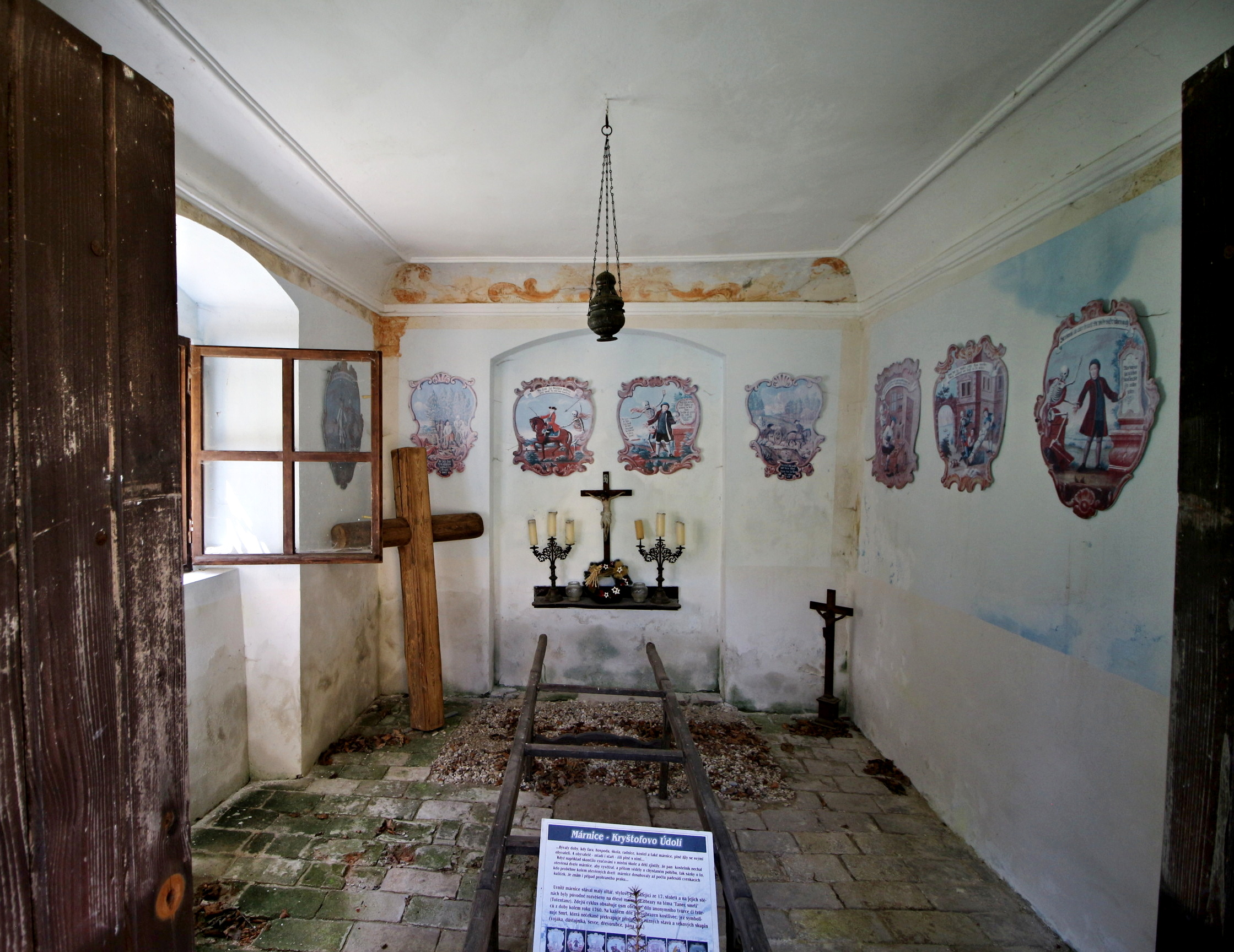
Interiér márnice u kostela

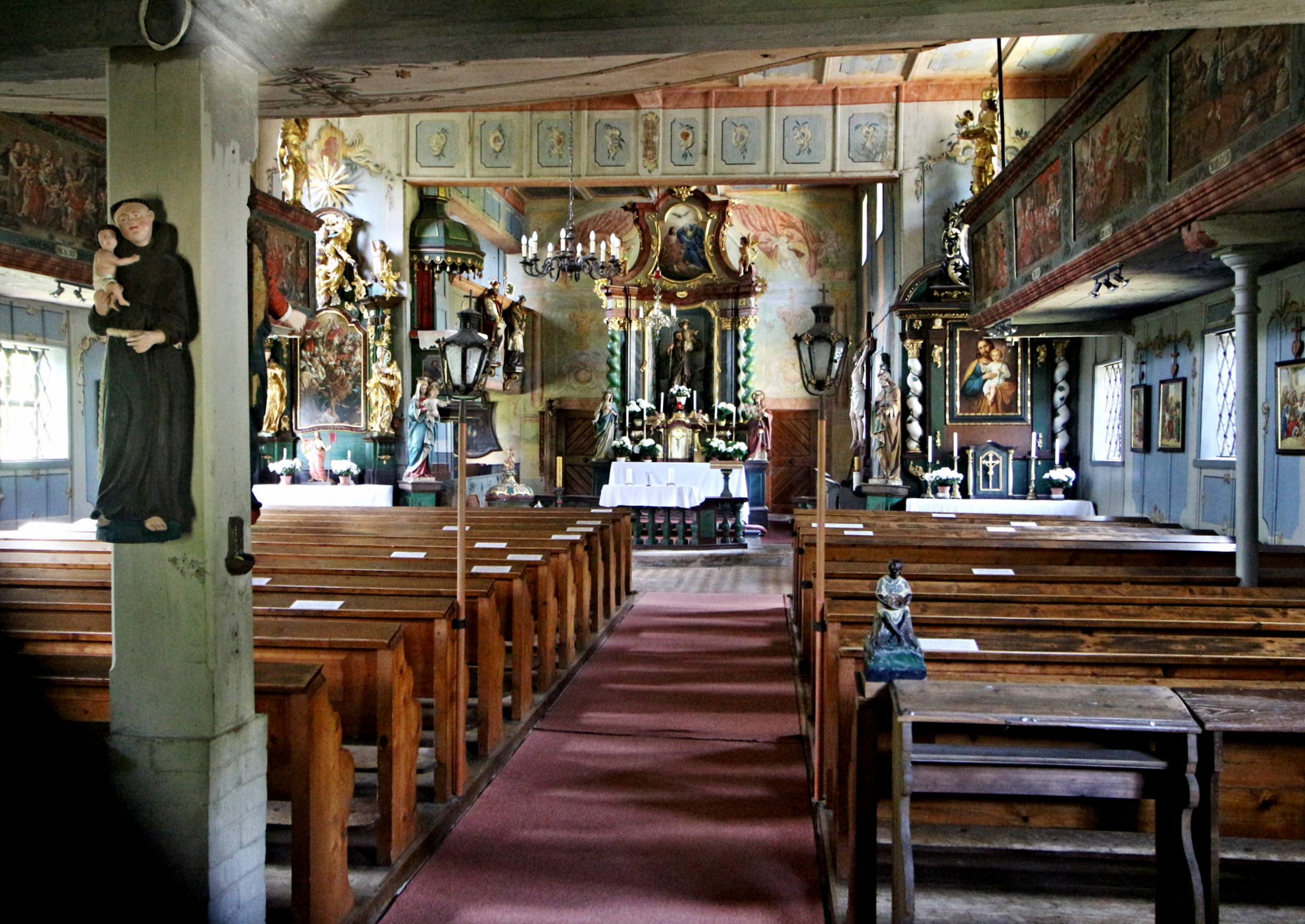
Interiér kostela v Kryštofově Údolí

Roubený raně barokní kostel v horské údolní vesnici pochází z let 1683–1686, kdy nahradil původní luteránský kostelík ze 16. století. Roubenou stavbu vystavěl Michl Schnöbel (Schnoebel). Ta byla upravována v letech 1760–1761 a roku 1781 doplněna o zděnou sakristii na jih od presbytáře (stavitel J. J. Kunze). Od roku 1893 kryje vnějšek stěn břidlicový obklad, v 90. letech 20. století byl celý areál opraven.

## Architektura
Jedná se o stavbu situovanou od jihu k severu. Kostel je obdélný s pravoúhlým presbytářem a novější zděnou patrovou sakristií.
Vnitřek je s jednotným kazetovým stropem a trojhrannou dřevěnou kruchtou. Je bohatě malovaný rokokovou ornamentikou. Na poprsni kruchty je 17 obdélných malovaných výjevů z Nového zákona a dvě signované krajinomalby od J. J. Schölera (J. J. Schoellera) z Liberce z roku 1760. V presbytáři jsou zbytky původních ornamentálních raně barokních maleb.

## Zařízení
Zařízení je rokové z doby úpravy kostela. Hlavní oltář je sloupový, portálový s vysokým nástavcem a novou plastickou skupinou. V kostele jsou dva boční oltáře. Levý je zasvěcen Čtrnácti svatým pomocníkům. Má bohatou zlacenou rokokovou ornamentiku a dobře řezané sochy sv. Apolény a sv. Heleny z roku 1776. Obraz Čtrnácti svatých pomocníků pochází z roku 1774 od J. J. Hinkenickela z Jablonného v Podještědí. Pravý oltář sv. Josefa je původní z konce 17. století. Je sloupový se dvěma obrazy. Raně barokní křtitelnice je kamenná. V presbytáři jsou lavice s malovanými rokokovými čely. V kostele jsou tři umělecky kvalitní sochy: sv. Václava, sv. Víta a sv. Floriána a průměrnější sochy sv. Prokopa a sv. Jakuba na poprsnici kruchty. V presbytáři je socha Panny Marie Pomocné. Jedná se o lidovou práci na malovaném pozadí, s anděly držícími plášť. V sakristii je iluzívní malba na rokokové kredenci, která je vestavěná do zdi. Nacházejí se zde tabulové lidové obrázky sv. Starosty a sv. Vendelína z 18. století.

## Okolí kostela
Pozdně barokní fara (čp. 24) byla dokončena roku 1768.

### Zvonice
Stranou kostela stojí dřevěná zvonice, která byla postavena při barokních úpravách areálu kostela v roce 1754. Stavba zřejmě souvisela s chystaným zřízením farnosti. V 90. letech 20. století důkladně opravena.
Vzhledem k umístění areálu v příkrém svahu má zvonice poměrně vysokou zděnou podezdívku z lomového kamene. Dřevěná hranolová část je dvoupatrová, obedněná, s vyznačenými římsami. Ve druhém patře je otevřena okny s kruhovým horním zakončením (na sever a jih po dvou, na západ a východ po jednom). Střecha je mansardová, zvoncového tvaru, krytá břidlicí. Zvonice stojí v jihozápadním rohu hřbitova.

### Márnice
Před zvonicí se nachází raně barokní, čtvercová, ploše krytá márnice. Je v ní sloupový, portálový oltáří ze 2. čtvrtiny 17. století, který je však rozebrán. Na stěnách márnice je osm pohřebních rokokový štítů, které jsou vykrajované na dřevě. Jsou na nich mravoličné výjevy a nápisy z období kolem roku 1760.

### Drobné kaple
U domu čp. 67 se nachází zděná kaple Panny Marie Pomocné. Na západním konci osady je kaple sv. Kryštofa, která není vysoké umělecké hodnoty. Při silnici do Liberce u domu čp. 33 stojí kaple Panny Marie Bolestné. Jedná se o sloupovou, odstupněnou edikulu se segmentovým štítem z roku 1742.

### Socha sv. Václava
Rokoková socha sv. Václava pochází z roku 1763, která stojí pod kostelem má na podstavci reliéfy sv. Ludmily a sv. Václava. Při cestě ke kostelu se nachází železný, empírový kříž. Jedná se o umělecky kvalitní dílo pěkných tvarů stojící na kamenném soklu z roku 1810.

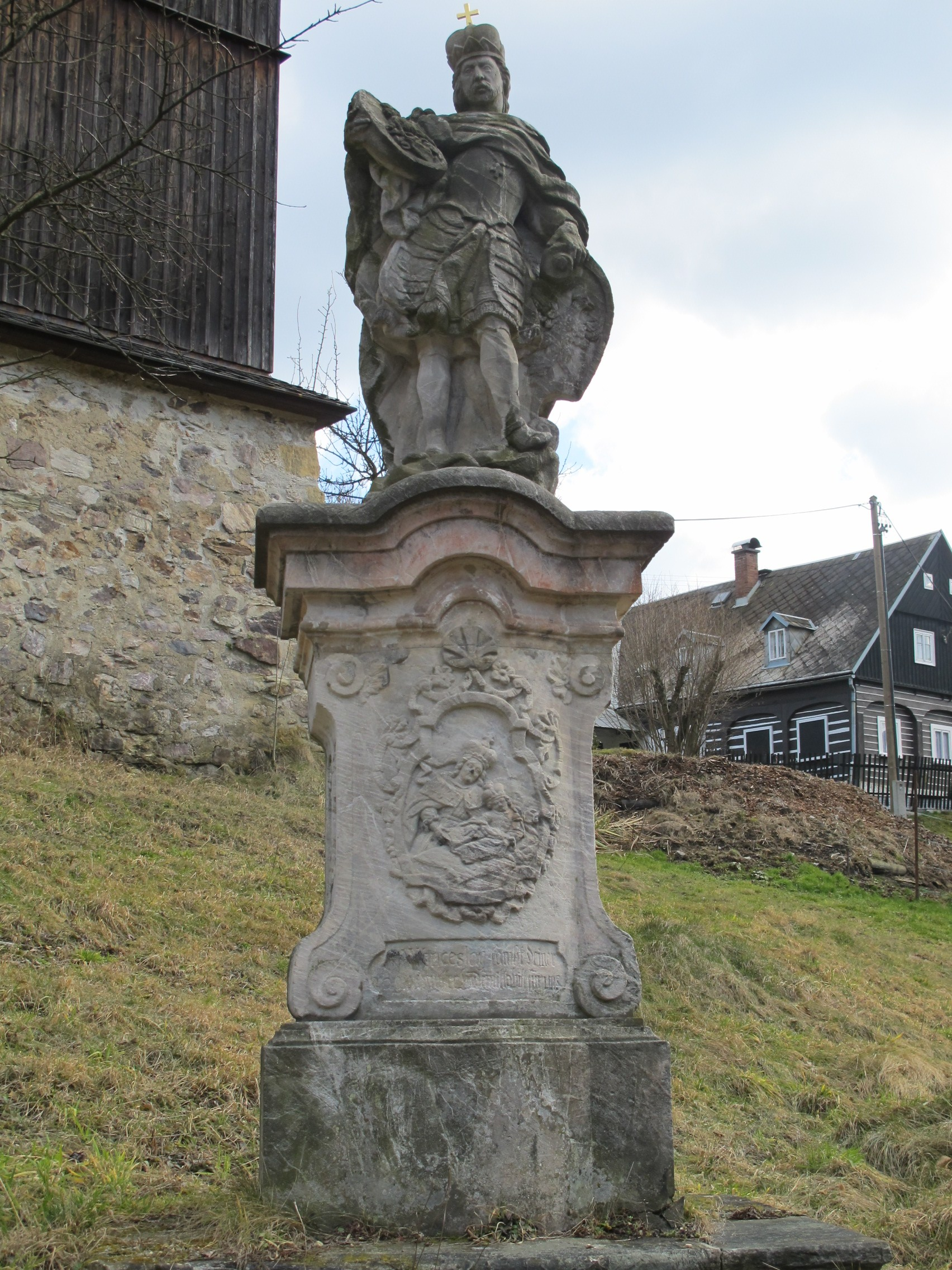
Celkový pohled na sochu sv. Václava
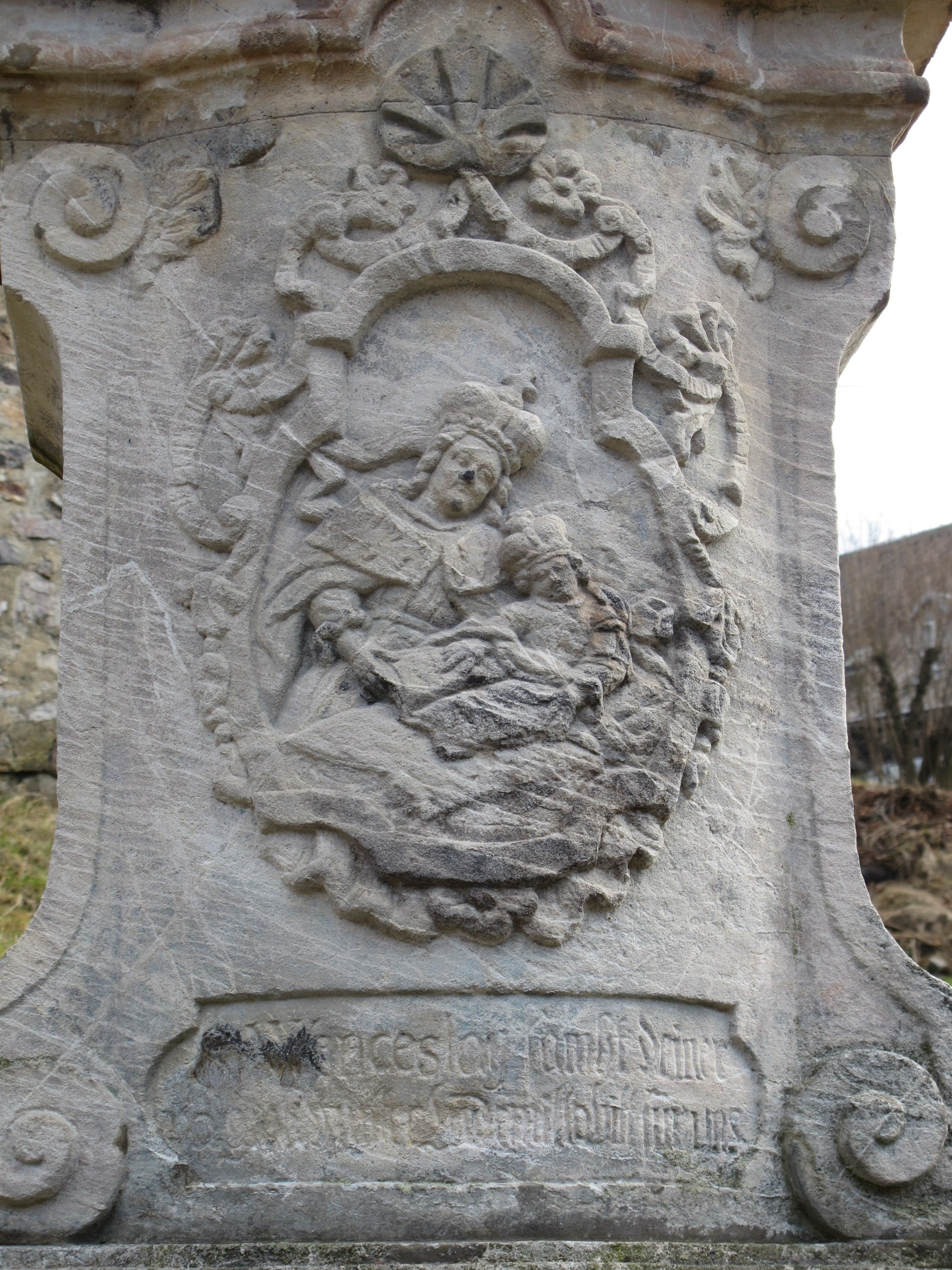
Reliéf na soklu sochy
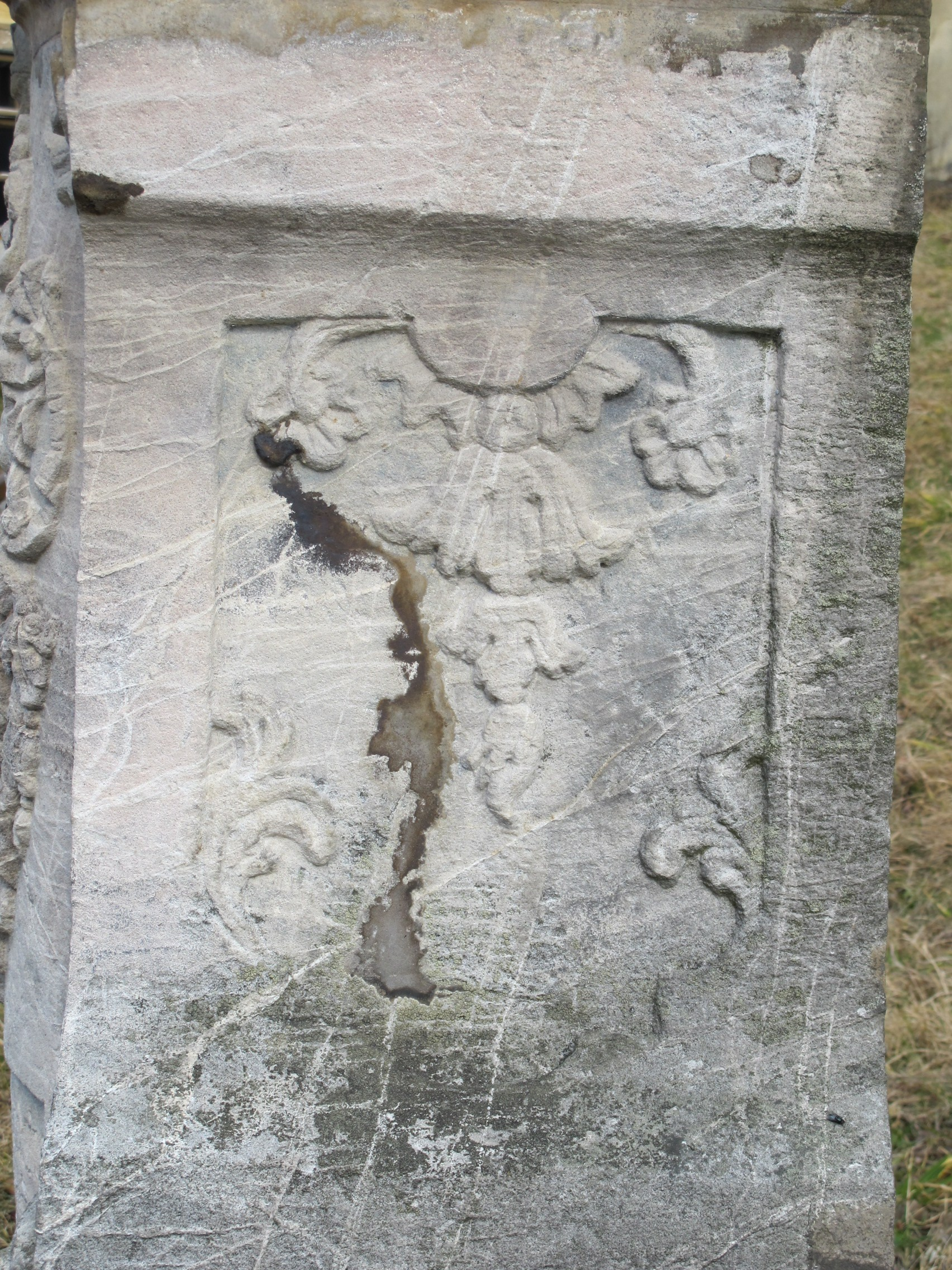
Detail reliéfu na soklu sochy
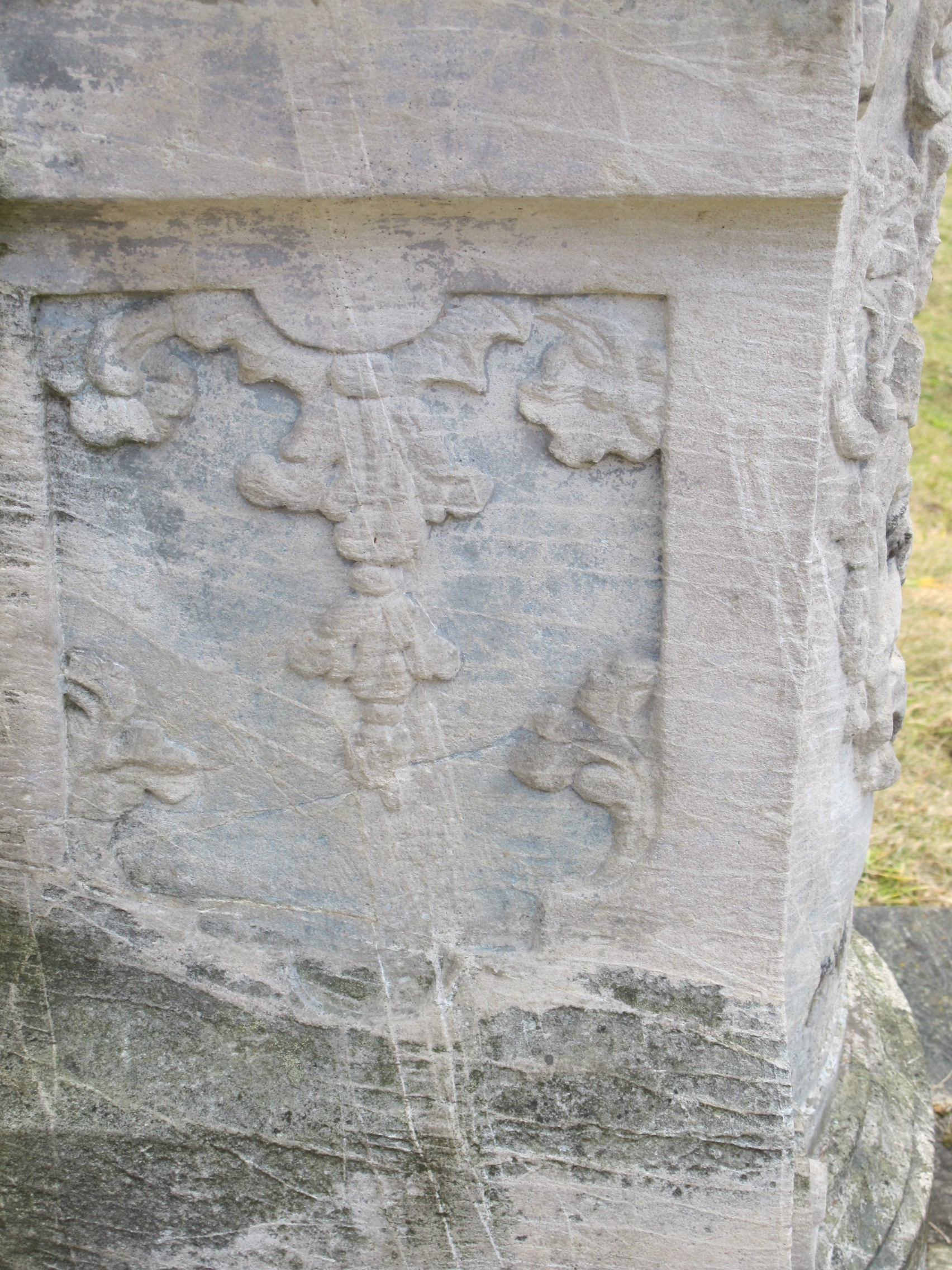
Detail reliéfu na soklu sochy